# Alexandria (Virgínia)

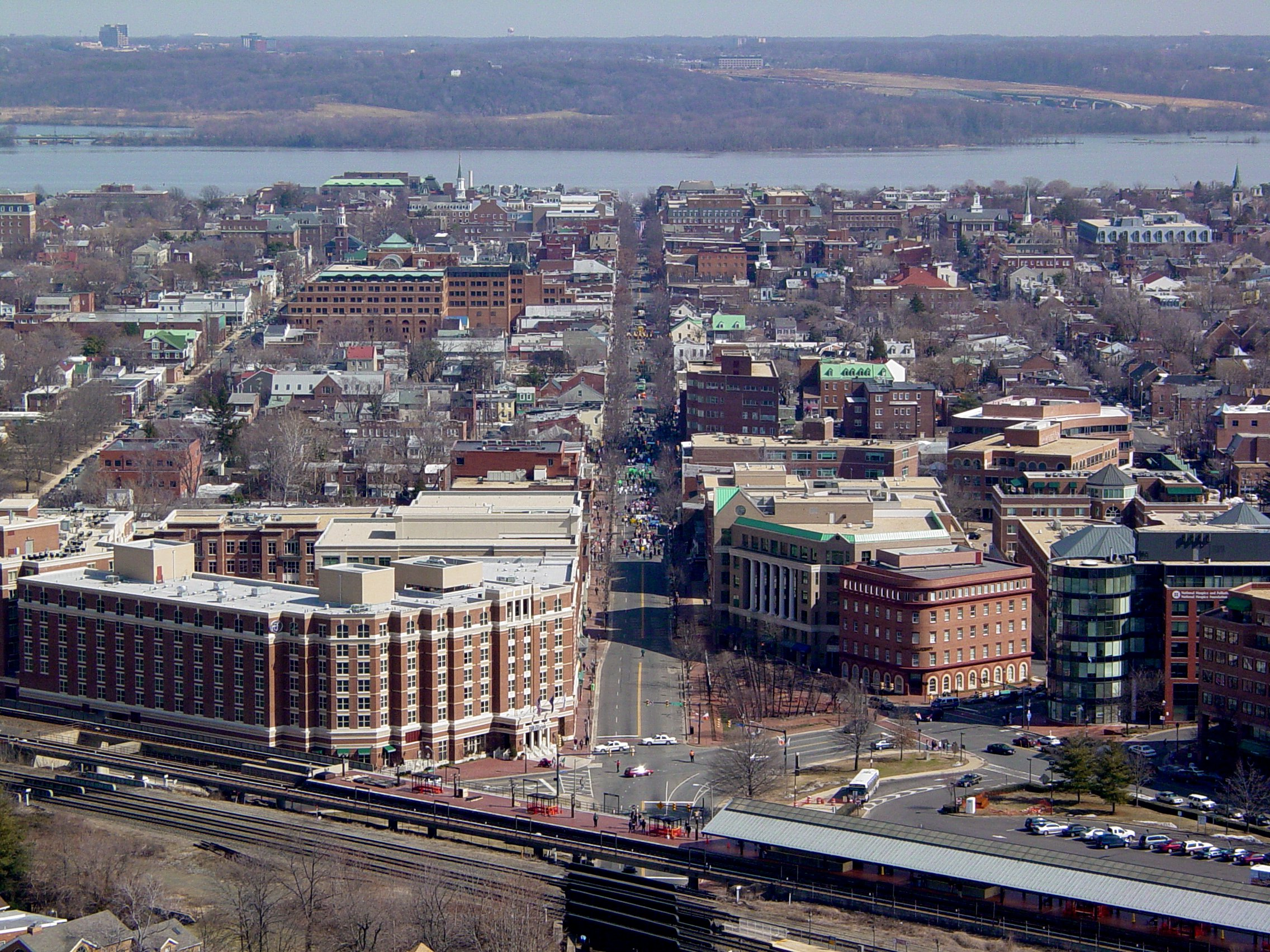
L'anomenat "Old Town" (Barri Vell) d'Alexandria (Virgínia)

Alexandria és una ciutat de l'estat de Virgínia, als EUA. Tenia 128.284 habitants (l'any 2000) o 91.023 habitants el 1960. Està situada a la riba oest del riu Potomac, al sud de Washington DC. És una de les poques ciutats independents dels Estats Units que no pertany a cap comtat i l'única que va rebre la categoria de ciutat del Congrés 
És de fet un suburbi de Washington. Té edificis colonials. El riu Potomac al seu pas per la ciutat mesura 1,5 km d'ample.
Fou fundada el 1679 amb el nom de Bellhaven i fou la capital del govern de la Unió a Virgínia durant la guerra civil americana i capital de l'estat de Virgínia.